# Ирландия на «Евровидении-2012»
Ирландию на Евровидении 2012 представлял дуэт Jedward с песней Waterline, ставший первой группой, выступающей от этой страны два года подряд. В финале конкурса Ирландия заняла 19 место с 46 баллами.

## На Евровидении
Во время распределения-жеребьевки на полуфинал, которая состоялась 25 января 2012 года, было объявлено, что Ирландия будет выступать во второй половине первого полуфинала 22 мая.  После выступления в первом полуфинале 22 мая Jedward вошёл в топ-10, и был квалифицирован для выступления на финале на субботу, 26 мая, в 23-й позиции. Группа набрала 46 очков, получив 19 место в конкурсе.

### Очки, присуждённые Ирландией
| 12 баллов | Румыния   |
| 10 баллов | Греция    |
| 8 баллов  | Россия    |
| 7 баллов  | Дания     |
| 6 баллов  | Бельгия   |
| 5 баллов  | Кипр      |
| 4 балла   | Латвия    |
| 3 балла   | Финляндия |
| 2 балла   | Молдова   |
| 1 балл    | Албания   |

| 12 баллов | Швеция         |
| 10 баллов | Германия       |
| 8 баллов  | Эстония        |
| 7 баллов  | Литва          |
| 6 баллов  | Россия         |
| 5 баллов  | Румыния        |
| 4 балла   | Великобритания |
| 3 балла   | Украина        |
| 2 балла   | Италия         |
| 1 балл    | Азербайджан    |

| 12 баллов    | 10 баллов                    | 8 баллов  | 7 баллов                        | 6 баллов     |
| ------------ | ---------------------------- | --------- | ------------------------------- | ------------ |
| - Сан-Марино | - Исландия - Латвия - Россия | - Австрия | - Бельгия - Финляндия - Израиль | - Венгрия    |
| 5 баллов     | 4 балла                      | 3 балла   | 2 балла                         | 1 балл       |
| - Испания    | - Азербайджан                | - Греция  | - Дания                         | - Черногория |

| 12 баллов                      | 10 баллов                                | 8 баллов   | 7 баллов | 6 баллов                 |
| ------------------------------ | ---------------------------------------- | ---------- | -------- | ------------------------ |
|                                | - Великобритания                         |            |          |                          |
| 5 баллов                       | 4 балла                                  | 3 балла    | 2 балла  | 1 балл                   |
| - Латвия - Нидерланды - Швеция | - Бельгия - Дания - Финляндия - Исландия | - Хорватия |          | - Азербайджан - Беларусь |